# Ryusei Saito
Ryusei Saito (født 30. april 1994) er en japansk fodboldspiller, som spiller for den japanske fodboldklub Fujieda MYFC.